# Ruská Kajňa
Ruská Kajňa je obec na Slovensku v okrese Humenné v Prešovském kraji. Žije zde 108 obyvatel.
První písemná zmínka pochází z roku 1582. Nachází se zde řeka Oľka.